# Berthe Chaurès-Louard
Berthe Chaurès-Louard (née Scharès le 2 octobre 1889 à Limbourg et morte le 7 février 1968 à Montréal) est considérée comme la fondatrice de la première coopérative de consommation canadienne-française du Québec, La Familiale, en 1937.

## Biographie

### Naissance et éducation
Elle est née le 2 octobre 1889 à Limbourg  en Belgique. Elle est détentrice d’un doctorat honoris causa en sciences sociales de l’Université de Montréal depuis 1947. 

### Parcours professionnel et engagement
Arrivée au Québec avec son mari, Édouard Louard, peu de temps après la Première Guerre mondiale, elle s’est dédiée au système coopératif qu’elle avait connu dans son pays. En 1937, elle fonde la première coopérative d'alimentation du Québec, La Familiale,. Elle en gèrera les trois succursales (sises successivement rue Notre-Dame, avenue Papineau et rue Saint-Hubert) qui donneront vie aux magasins Cooprix dans les années 1960. Pour concrétiser son projet, elle avait rallié à ses idées l’économiste François-Albert Angers et l’homme de lettres Victor Barbeau, cofondateurs avec elle.
À partir de La Familiale, Berthe Louard met en place un réseau d’œuvres : en 1939, la Guilde familiale; en 1940, les Cercles d’études ; et pour les jeunes, L’École des loisirs, ainsi que des camps de vacances.
Pour aider à la promotion de son idéal, elle multiplie les conférences partout dans la province et elle lance en 1940 un périodique, Le Coopérateur. Elle est décorée en 1949 du Mérite coopératif du Conseil québécois de la coopération du Québec.
Dans les années 50, elle développe le domaine St-Sulpice de Montréal, un modèle corporatif pour les familles modestes.
En 1954, elle dote La Familiale d’un comité d’habitation, dont le but est de permettre à des familles à revenu modeste d’accéder à la propriété foncière et ce, à prix abordable. Cela se concrétise en septembre 1962 dans le Domaine Saint-Sulpice.
Féministe active, Berthe Louard est déléguée au Congrès du Cinquantenaire de l’Union mondiale des Organisations féminines à Rome en 1961 et participe en 1962 au Congrès économique domestique de la Province de Québec. 
En 1967, elle lègue sa résidence à la Guilde familiale. Cédée maintenant à la Fabrique Saint-Isaac-Jogues, la Maison communautaire Berthe-Louard est utilisée aux mêmes fins.

### Décès
Berthe Chaurès-Louard est décédée à Montréal en 1968. 

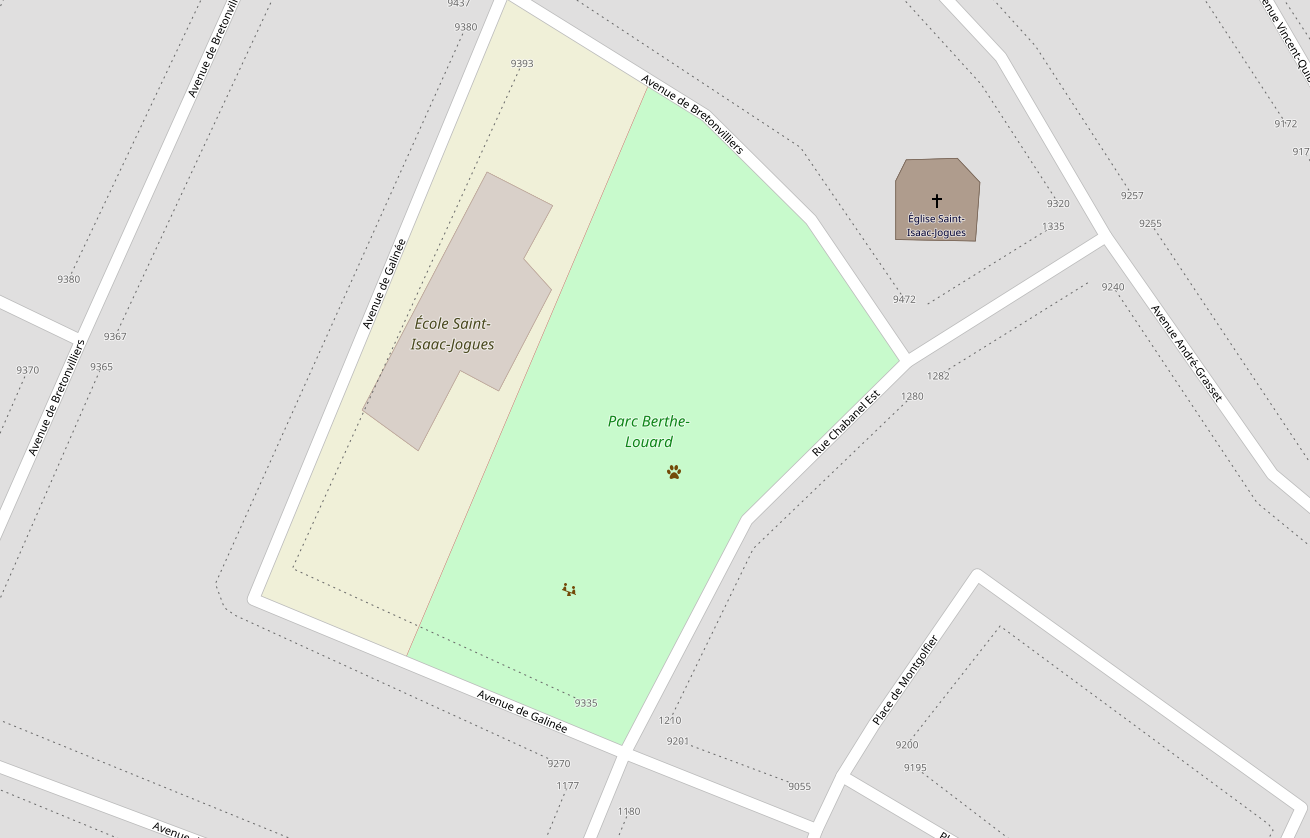
Carte du Parc Berthe-Louard, Montréal

En 1970, Victor Barbeau écrit son œuvre, Hommage à Berthe Chaurès Louard 1889-1968, lors de son mérite au titre d’officier de l'ordre du Canada.
Elle est considérée comme la fondatrice de la première coopérative de consommation canadienne-française.
Le 13 mars 2013, la Ville de Montréal la distingue du titre de Bâtisseuse de la Cité. 
Son idéal lui a survécu notamment, parmi les résidents du Domaine Saint-Sulpice où une rue, un parc à Ahuntsic-Cartierville , une coopérative d’habitation portent son nom. Depuis 2007, une œuvre d'art public de l'artiste montréalaise Linda Covit, Les graminées du jardin Saint-Sulpice, érigée à l’initiative du Comité reconnaissance Berthe-Louard témoigne de son œuvre à proximité même de sa résidence.